# Tertulian
Tertulian, născut Quintus Septimius Florens,  (n. ca. 150, Cartagina - d. după 220, Cartagina), a fost un scriitor creștin timpuriu, primul scriitor patristic care a publicat în limba latină, motiv pentru care a fost numit „părintele creștinătății apusene” și „fondatorul teologiei vestice”. Tertulian este primul autor care a folosit cuvântul Trinitas ca echivalent pentru grecescul τριάς, pentru a desemna Sfânta Treime.
S-a născut la Cartagina, în Tunisul actual. Studiile primare le-a efectuat în orașul natal sub îndrumarea unui literator (care îl învață scrisul, cititul și aritmetica) apoi a unui grammaticus (care îl formează ca gânditor autonom și tânăr intelectual prin aprofundarea marilor poeți și scriitori) și, în fine, a unui retor (căruia îi revine sarcina de a-l învăța arta elocvenței). S-a născut într-o familie de păgâni și s-a convertit la creștinism în jurul vârstei de 30 de ani. 
De la începutul carierei literare a fost preocupat de morală, iar rigorismul devine la el o normă de viață. A fost hirotonit preot înainte de anul 200, deși era căsătorit cu o creștină.
Între 203 și 207 se apropie tot mai mult de mișcarea profetică a lui Montanus care, cu adepții săi, trezeau sufletele din letargia morală prin reglementări ascetice precise. După ce  a devenit preot montanist la Cartagina, el se arată nemulțumit convocându-și propriile adunări de credincioși fideli numiți tertulianiști. Moare între 240 și 250.
Conform tematicii, opera lui Tertullian se grupează în 4 categorii:
- apărarea creștinismului
- lupta împotriva ereziilor
- cultivarea virtuților
- disciplina sacramentelor creștine

Cele mai importante opere sunt: „Ad Martyras” (Către martiri), „Apologeticum”,„De spectaculis”, „De patientia”, „De cultu feminarum” (Despre îmbrăcăminea femeilor), „Ad uxorem” (Către soție), „Adversus Iudeos”.